# Pink Jaguar
 (novembre 2024).
Si vous disposez d'ouvrages ou d'articles de référence ou si vous connaissez des sites web de qualité traitant du thème abordé ici, merci de compléter l'article en donnant les références utiles à sa vérifiabilité et en les liant à la section « Notes et références ».
Pink Jaguar (ピンク・ジャガー) est un duo féminin de J-pop, actif en 1988, composé de deux idoles japonaises, Noriko Hamada (浜田 範子, Hamada Noriko, née le 22 février 1965), et Yukie Suzuki (鈴木 幸恵, Suzuki Yukie, née le 15 mai 1966), ex-chanteuses principales du groupe féminin Saint Four séparé en 1986. Le duo à l'image sexy ne dure pas et se sépare après un album et deux singles. Noriko Hamada mène ensuite une carrière d'actrice.

## Discographie
La discographie de Pink Jaguar est :

### Singles
1. 1er février 1988 : ON THE BEAT - matenai - (ON THE BEAT - 待てない -?)
2. 25 juin 1988 : DANGER ZONE

### Album
1. 25 juin 1988: PINK JAGUAR I